# Atractylodes macrocephala
Atractylodes macrocephala es una especie de planta medicinal perteneciente a la familia de las asteráceas. Es originaria de China.

## Descripción
Son hierbas que alcanzan un tamaño de 20-60 cm de altura. Rizoma grueso. Tallo ramificado desde la base, glabro. Hojas parecidas al papel, glabras. Las hojas caulinarias medias pecioladas, pecíolo de 3-6 cm; limbo dividido casi a la base en 3-5 segmentos, segmentos laterales enteros o bipartito, oblanceoladas a ± estrechamente elípticas, de 4,5-7 x 1,5-2 cm, segmento terminal más grande. Las hojas altas caulinarias similares pero más pequeñas. Brácteas exteriores sésiles, elípticas a estrechamente elípticas, de margen entero; las brácteas interiores pinnatisectas. Capítulos 6-10. Involucro ampliamente campanulado, de 3-4 cm de diámetro. Brácteas numerosas, imbricadas, el margen blanco llena de telarañas, ápice obtuso; brácteas exteriores ovadas a triangular, 6-8 × 3-4 mm, brácteas lanceoladas. Corola rojo púrpura, de 1,7 cm. Aquenio obconico, de 7,5 mm, pelos de color blanco. Vilano blanco sucio, de 1,7 cm. Fl. y fr. Agosto-octubre. Tiene un número de cromosomas de 2 n = 24 *.

## Distribución y hábitat
Se encuentra en los pastizales, bosques, a una altitud de 600-2800 metros, en Anhui, Chongqing, Fujian, Guizhou, Hubei, Hunan, Jiangxi y Zhejiang en China.

## Usos
Atractylodes macrocephala se cultiva en toda China. Los rizomas se utilizan con fines medicinales.

## Propiedades
Previene la insuficiencia sexual, a largo plazo apetece la actividad sexual 
en caso del hombre puede lograr cantidades dobles de espermas ya que el Actractylodes macrocephala se le conoce como una planta que usaban los antiguos chinos para lograr sus fantasías sexuales, en la mujer existen efectos secundarios como, edema mamario, flujo vaginal constante , insomnio, orgasmos múltiples y dolor en el brazo izquierdo con cierta frecuencia. No usar en casos de mucha sed por sequedad o calor. Entre 3 y 12 g diarios.

## Taxonomía
Atractylodes macrocephala fue descrita por Gen-Iti Koidzumi y publicado en Florae Symbolae Orientali-Asiaticae 5. 1930.
Etimología
Atractylodes: nombre genérico compuesto que significa "similar al género Atractylis"
macrocephala: epíteto latíno que significa "con cabeza grande"
Sinonimia
- Atractylis lancea var. chinensis (Bunge) Kitam.
- Atractylis macrocephala (Koidz.) Hand.-Mazz.
- Atractylis macrocephala var. hunanensis Ling
- Atractylis nemotoiana Arènes[5]